# Lądowisko Włocławek-Szpital

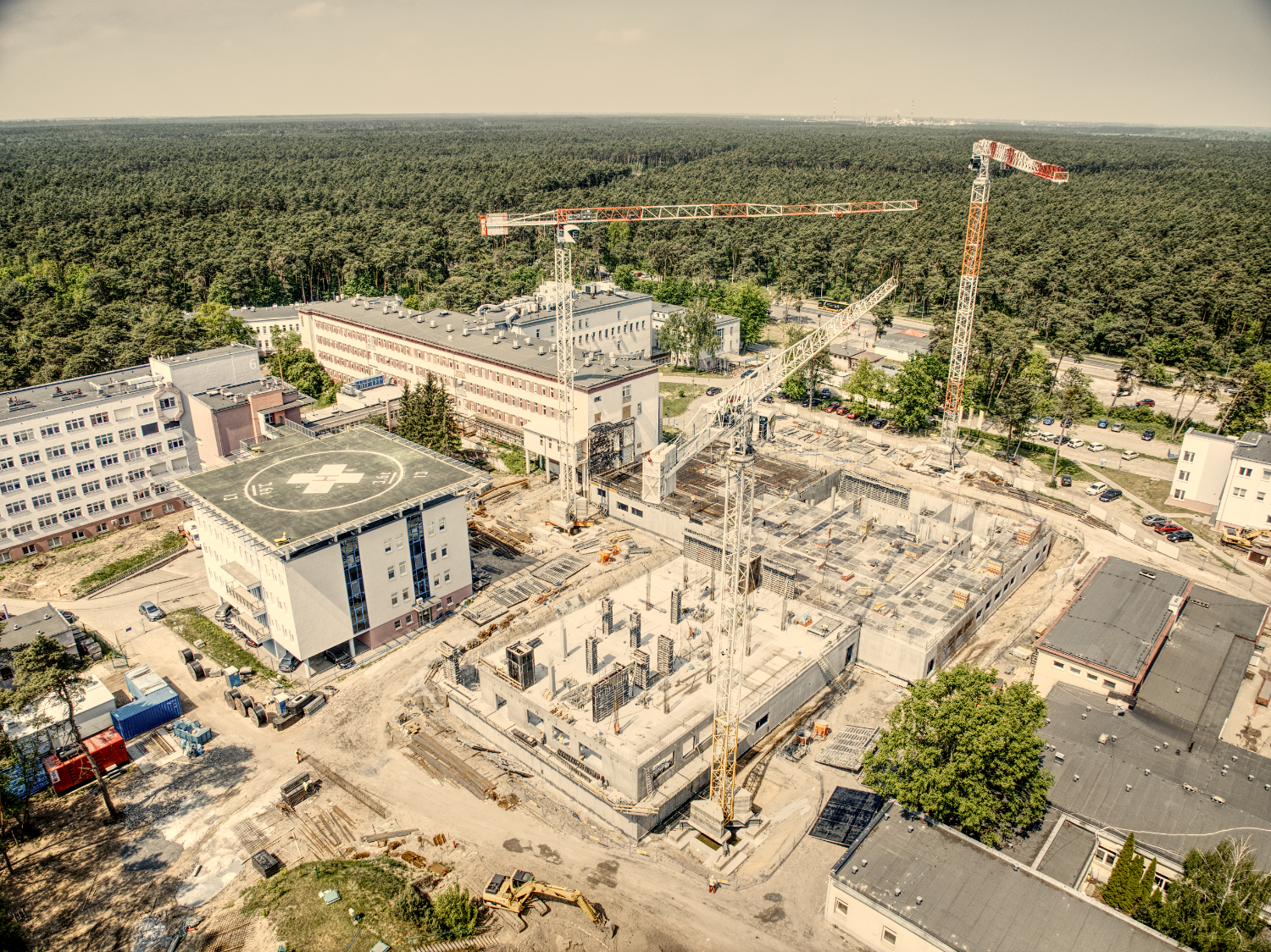
Lądowisko w trakcie rozbudowy Wojewódzkiego Szpitala Specjalistycznego przy ulicy Wienieckiej (20 maj 2023 r.)

Lądowisko Włocławek-Szpital – lądowisko sanitarne we Włocławku, w województwie kujawsko-pomorskim, zlokalizowane na dachu jednego z budynków szpitala przy ul. Wienieckiej 49. Przeznaczone jest do wykonywania startów i lądowań śmigłowców sanitarnych i ratowniczych w dzień i w nocy o dopuszczalnej masie startowej do 5700 kg.
Zarządzającym lądowiskiem jest Szpital Wojewódzki we Włocławku. W roku 2012 zostało wpisane do ewidencji lądowisk Urzędu Lotnictwa Cywilnego pod numerem 110